# Tantow
Tantow (pol. hist. Tętowa) – gmina położona we wschodniej części Niemiec, w kraju związkowym Brandenburgia, w powiecie Uckermark, wchodzi w skład urzędu Gartz (Oder). Gmina jest położona w sąsiedztwie Parku Narodowego Doliny Dolnej Odry oraz przy drodze krajowej B113.
W 1843 r. przez Tantow poprowadzono linię kolejową z Berlina do Szczecina. Od 1945 r. jest to stacja graniczna.
W skład gminy wchodzą następujące dzielnice: Schönfeld, Tantow, Damitzow, Keesow, Neuschönfeld, Tantow Vorwerk, Tantow Ausbau i Vorwerk Radekow.
Według spisu powszechnego w RFN w 2011 r. w gminie Tantow mieszkało 9,6% obcokrajowców, w całości będących obywatelami Polski.